# Kanuni
 (décembre 2024).
Kanuni (née vers 1900 - morte le 8 février 1972) est une hompa, ou reine, de Kwangali dans la région de Kavango en Namibie. Elle est l'une des deux seules femmes hompas à avoir conservé sa position traditionnelle à une époque où le leadership tribal est masculinisé par le gouvernement sud-africain.
On sait peu de choses sur les antécédents de Kanuni, si ce n'est qu'elle est membre du clan royal Kwangali. Elle devint régente en 1923 après la mort du précédent dirigeant, Kandjimi. Elle est non seulement sa sœur mais aussi la sœur du hompa nouvellement élu, Mbuna, décède dans un accident en 1926, avant de prendre lui-même le pouvoir. À partir de cette année-là, Kanuni commence à régner sous son propre nom, bien que certaines sources affirment qu'elle devint régente pour un autre frère, Sivute, qui est mineur à ce moment précis.
C'est à cette époque, en 1926, qu'elle autorise l'ouverture d'une mission catholique romaine à Tondoro. En 1929, elle autorise la création d'une école missionnaire catholique à Nkurenkuru . Sivute, pour sa part, commence à convoiter le trône et lance des attaques physiques à l'encontre de sa sœur, tout en l'humiliant publiquement. À une occasion, après avoir entendu parler d'une agression contre un serviteur, Kanuni a commencé à combattre Sivute avec un Knobkerrie, et remporte finalement la victoire. Mais craignant pour sa vie, elle s'est enfuie vers ce qui est aujourd'hui le sud de l'Angola. Sivute se plaint auprès du policier principal, Luben Manuere, qui a à son tour a remis ses rapports au commissaire aux autochtones Harold Eedes . Les rapports suggèrent que les Kwangali préfèrent un dirigeant masculin et, par conséquent, en 1940, Eedes a démis Kanuni de son poste et de toutes ses fonctions, la remplace ainsi par Sivute. Kanuni continue son exil, est décide de vivre à Siurungu, mais est finalement invitée par Eedes à rejoindre son frère à Musese. Harold Eedes est décédé en 1958. Sivute n'a pas de bonnes relations ni avec son peuple ni avec l'administration coloniale et, à la mort de l'administrateur, il est destitué. Kanuni revient au pouvoir et règne jusqu'à sa mort.
Kanuni n'est pas populaire auprès des autorités sud-africaines pendant son règne. Eedes et un ancien commissaire autochtone, Roger Carr, estiment que leurs difficultés à recruter de la main-d'œuvre migrante parmi les Kwangali est dû en partie à son sexe. Pour sa part, elle a expliqué que les jeunes hommes de son district ont peur de voyager en Afrique du Sud pour travailler pour diverses raisons, notamment pour leur propre sécurité personnelle. Elle reste une figure importante de l’histoire moderne du nord de la Namibie.